# Hout lassen
Het lassen van hout is een verbindingstechniek om door middel van wrijvingslassen twee voorwerpen van hout met elkaar te verbinden, zonder het gebruik van lijm of mechanische verbindingsmiddelen zoals schroeven.

## Proces
Het hout wordt gelast met behulp van wrijving: de te lassen delen worden gedurende enkele seconden met hoge snelheid en onder een hoge druk van ongeveer 2 megapascal (MPa) over elkaar heen gewreven. Dit wrijven kan zowel met een lineaire als met een circulaire beweging zijn. De hitte (180-190 °C) die daardoor ontstaat, zorgt, in combinatie met de toegepaste druk, dat het lignine en de hemicellulose op het contactoppervlak week worden. Daardoor raken de polymeerketens van deze stoffen onderling verstrengeld, en ontstaat in enkele seconden een lasverbinding. Door de hitte wordt ook de stof furfural gevormd, die bijdraagt aan het verharden van de las nadat die is afgekoeld. Nadat de las is gevormd moet de verbinding nog gedurende enkele seconden onder druk worden gehouden totdat deze is afgekoeld.
Met houtlassen is het mogelijk om treksterkten te bereiken van 10-15 MPa.

## Voor- en nadelen
Het voordeel van deze verbindingsmethode is dat deze verbinding zeer snel en in elke positie te maken is. Er kunnen ook verschillende houtsoorten onderling verbonden worden. Er komen nauwelijks gassen en dampen vrij en er is geen lijm nodig, wat kan leiden tot kostenbesparing. Nadeel is dat een dergelijke verbinding aangetast wordt door water, waardoor hij alleen in een droge omgeving (binnenshuis) gebruikt kan worden.
De meest ideale beweging om wrijvingswarmte te veroorzaken is een ultrasone lineaire beweging. Daarbij wordt het gehele oppervlak gelijkmatig verhit. Het vergt echter dure apparatuur om grotere oppervlakken onder hoge druk te verlassen. Een goedkopere methode is die met roterende beweging. Het is relatief eenvoudig en goedkoop om zo te werken, doordat een kolomboormachine volstaat om een asvormig voorwerp onder druk op een werkstuk vast te lassen. Daarbij wordt echter niet het hele oppervlak gelijkmatig verhit, zodat deze methode niet geschikt is voor het lassen van grote oppervlakken.

## Toepassingen
Het lassen van hout wordt voornamelijk in de meubelfabricage toegepast.